# Wonotolo
Wonotolo is een bestuurslaag in het regentschap Sragen van de provincie Midden-Java, Indonesië. Wonotolo telt 4597 inwoners (volkstelling 2010).